# Val Codera
Val Codera este o arie protejată (arie specială de conservare — SAC, sit de importanță comunitară — SCI, arie de protecție specială avifaunistică — SPA) din Italia întinsă pe o suprafață de 818 ha, integral pe uscat.

## Localizare
Centrul sitului Val Codera este situat la coordonatele 46°14′35″N 9°29′06″E / 46.243°N 9.485°E.

## Înființare
Situl Val Codera a fost declarat sit de importanță comunitară în iunie 1995 pentru a proteja 52 de specii de animale. Alte tipuri de protecție:
- arie de protecție specială avifaunistică (în martie 2007)[3]
- arie specială de conservare (în aprilie 2014)[2][4][5]

## Biodiversitate
Situată în ecoregiunea alpină, aria protejată conține 11 habitate naturale: Grohotișuri silicioase de la nivelul montan până la nivelul zăpezii (Androsacetalia alpinae și Galeopsietalia ladani), Fânețe de joasă altitudine (Alopecurus pratensis, Sanguisorba officinalis), Păduri de Castanea sativa, Păduri pe pante, grohotișuri și ravene de Tilio-Acerion, Formațiuni ierboase bogate în specii de Nardus, dezvoltate pe substraturi silicioase în zone montane (și în zone submontane, în Europa continentală), Păduri alpine de Larix decidua și/sau Pinus cembra, Râuri de munte și vegetația erbacee de pe malurile acestora, Pajiști uscate europene, Pante stâncoase silicioase cu vegetație casmofită, Tufărișuri subarctice cu Salix spp., Pajiști boreale și alpine pe substrat silicios.
La baza desemnării sitului se află mai multe specii protejate:
- păsări (50): inărița (Acanthis flammea), uliu porumbar (Accipiter gentilis), uliu păsărar (Accipiter nisus), potârnichea de stâncă (Alectoris graeca saxatilis), acvilă de munte (Aquila chrysaetos), cocoșul de mesteacăn (Bonasa bonasia), buha (Bubo bubo), șorecarul comun (Buteo buteo), sticlete (Carduelis carduelis), cojoaica de pădure (Certhia familiaris), mierla de apă (Cinclus cinclus), corb (Corvus corax), cuc (Cuculus canorus), ciocănitoare neagră (Dryocopus martius), presură de munte (Emberiza cia), măcăleandru (Erithacus rubecula), vânturel roșu (Falco tinnunculus), cinteză (Fringilla coelebs), Fringilla montifringilla, gaiță (Garrulus glandarius), câneparul (Linaria cannabina), pițigoi moțat (Lophophanes cristatus), forfecuță gălbuie (Loxia curvirostra), Lyrurus tetrix tetrix, gaia neagră (Milvus migrans), mierlă de piatră (Monticola saxatilis), codobatură galbenă (Motacilla alba), codobatură de munte (Motacilla cinerea), alunar (Nucifraga caryocatactes), pietrar sur (Oenanthe oenanthe), pițigoi de brădet (Periparus ater), codroșul de pădure (Phoenicurus phoenicurus), pitulice de munte (Phylloscopus bonelli), pițigoi de munte (Poecile montanus), Prunella collaris, Ptyonoprogne rupestris, stăncuță alpină (Pyrrhocorax graculus), mugurarul (Pyrrhula pyrrhula), aușel cu cap galben (Regulus regulus), mărăcinar (Saxicola rubetra), silvie cu cap negru (Sylvia atricapilla), silvie de zăvoi (Sylvia borin), silvie-mică (Sylvia curruca), Tachymarptis melba, fluturașul de stâncă (Tichodroma muraria), pănțărușul (Troglodytes troglodytes), mierlă (Turdus merula), sturz-cântător (Turdus philomelos), sturz (Turdus pilaris), mierlă gulerată (Turdus torquatus)
- mamifere (1): liliac cărămiziu (Myotis emarginatus)
- nevertebrate (1): rădașcă (Lucanus cervus)

Pe lângă speciile protejate, pe teritoriul sitului au mai fost identificate 36 de specii de plante, 1 specie de amfibieni, 5 specii de mamifere, 1 specie de nevertebrate, 3 specii de reptile.